# Expansicervinia glacieria
Expansicervinia glacieria is een eenoogkreeftjessoort uit de familie van de Aegisthidae. De wetenschappelijke naam van de soort is voor het eerst geldig gepubliceerd in 1981 door Montagna.